# Michael Stewart (Eishockeyspieler)
Michael „Mike“ Stewart (* 30. Mai 1972 in Calgary, Alberta) ist ein ehemaliger austro-kanadischer Eishockeyspieler und heutiger -trainer, der in seiner Karriere unter anderem beim EC VSV in der österreichischen Eishockey-Liga spielte. Seit Mai 2021 ist Stewart Cheftrainer der Grizzlys Wolfsburg.

## Karriere

### Spieler
Stewart spielte für die Michigan State University, als er im NHL Entry Draft 1990 in der ersten Runde als 13. Spieler insgesamt von den New York Rangers ausgewählt wurde. Allerdings schaffte er nie den Sprung in die National Hockey League, sondern spielte in der American Hockey League für die Binghamton Rangers und Springfield Falcons sowie in der International Hockey League für die Detroit Vipers. Die Spielzeit 1996/97 verbrachte er mit dem Team Kanada.
Mit 28 Jahren gab der Verteidiger seinen NHL-Traum schließlich auf und wechselte nach Europa. Nach einer Saison bei den Frankfurt Lions in der Deutschen Eishockey Liga wechselte er zum Kärntner Traditionsverein EC VSV nach Österreich. Seitdem gewann er mit dem VSV zweimal den österreichischen Meistertitel. Nach dem Abgang von Herbert Hohenberger wurde er Kapitän des VSV.

### Trainer
2010 beendete er seine aktive Karriere und wurde Assistenztrainer beim VSV. Ab dem 10. Februar 2011 bekleidete er das Traineramt beim VSV und trat damit die Nachfolge von Johan Strömwall an, der aufgrund mangelnden Erfolges von dem Posten zurücktrat. Im Frühjahr 2012 verließ Stewart den VSV und wechselte zur folgenden Saison als Trainer zu den Fischtown Pinguins aus Bremerhaven in die DEL2. Seine zweite Saison an der Nordseeküste krönte er mit dem Meistertitel der DEL2-Saison 2013/14.
Nachdem Stewart die Vizemeisterschaft der DEL2-Saison 2014/15 feiern konnte, wechselte er zur Saison 2015/16 als neuer Cheftrainer zu den Augsburger Panther in die DEL. Er führte Augsburg zweimal in die DEL-Meisterrunde, in der Saison 2018/19 erreichte die Mannschaft unter seiner Leitung das Halbfinale. Ende April 2019 wurde er vom DEL-Konkurrenten Kölner Haie als neuer Cheftrainer verpflichtet. Im Februar 2020 wurde Mike Stewart von seinen Aufgaben als Cheftrainer der Kölner Haie freigestellt, nachdem er 17 Spiele in Folge verloren hatte.
Seit der Saison 2021/22 ist Stewart Cheftrainer der Grizzlys Wolfsburg aus der DEL. In den Spielzeiten 2021/22 und 2022/23 erreichte er jeweils das Halbfinale, 2023/24 gelangte er ins Viertelfinale. In der Saison 2024/25 verfehlte er jedoch einen Playoff-Platz mit seiner Mannschaft.

#### Nationalmannschaft
2014 und 2016 wurde er als Co-Trainer in den Stab der kanadischen Auswahl für den Deutschland-Cup berufen.

## Erfolge und Auszeichnungen
- 2002 Österreichischer Meister mit dem EC VSV
- 2006 Österreichischer Meister mit dem EC VSV
- 2014 Meister der DEL2 mit den Fischtown Pinguins (als Trainer)
- 2014 DEL2-Trainer des Jahres